# Caladenia fuscata
Caladenia fuscata é uma espécie de orquídea, família Orchidaceae, da Austrália, onde cresce isolada, em grupos pequenos, ocasionalmente em touceiras, em charnecas, florestas de eucaliptos, e bosques. Apresentam calos com ápices grandes e globulares, os basais maiores e de cores diferentes dos distais. São plantas com uma única folha basal pubescente muito estreita e uma inflorescência rija, fina e pubescente, com até cinco flores pubescentes, com labelo trilobulado. Normalmente suas sépalas laterais e pétalas ficam todas dispostas para um mesmo lado como os dedos da mão.

## Publicação e sinônimos
- Caladenia fuscata (Rchb.f.) M.A.Clem. & D.L.Jones, Austral. Orchid Res. 1: 25 (1989).

Sinônimos homotípicos:
- Caladenia carnea var. fuscata Rchb.f., Beitr. Syst. Pflanzenk.: 63 (1871).
- Petalochilus fuscatus (Rchb.f.) D.L.Jones & M.A.Clem., Orchadian 13: 410 (2001).